# Tinley Park
Tinley Park è un comune degli Stati Uniti d'America, situato nell'Illinois, nella contea di Cook. Si trova nell'area metropolitana a sud di Chicago.